# Локомотив (станція МЦК)
Локомотив (рос. Локомотив) — пасажирська платформа Московської залізниці, що є зупинним пунктом міського електропоїзда — Московського центрального кільця. Розташована в межах вантажної станції «Черкізово». Перехід на станцію метро «Черкізовська» Сокольницької лінії. Названа по стадіону «Локомотив».
Відкрита для пасажирів 10 вересня 2016 року разом з відкриттям пасажирського сполучення на МЦК.

## Розташування та пересадки
Розташована в межах станції «Черкізово» між Черкізовським парком (у Черкізово) і промзони на заході Гольянова (у Калошино), у безпосередній близькості від станції метро «Черкізовська», на яку має пряму пересадку. Пасажири метрополітену і МЦК можуть пересідати між лініями без необхідності контролю оплати проїзду.

### Пересадки
- Метростанцію  Черкізовська
- Автобуси: 34, 34к, 52, 171, 230, 372, 449, 469, 552, 716, 974, т32, т41, т83, н15
- «Східного вокзалу»

## Технічні особливості
Пасажирський зупинний пункт МЦК має дві високі берегові платформи з напівкруглими навісами. Вхід на платформи здійснюють як через новий касово-турнікетний вестибюль білого кольору, інтегрований з надземним переходом, так і через старий поєднаний наземний касовий вестибюль станції метрополітену «Черкізовська», в який був вбудований надземний пішохідний перехід і ескалатори. Обидва вестибюля розташовані з внутрішньої сторони кільця, вихід до платформ здійснюють з південного боку. При вході через новий вестибюль прохід до платформи електропоїздів, що курсують проти годинникової стрілки, здійснюють безпосередньо без переходу між рівнями. На станції заставлено тактильне покриття.
| Попередня станція     | Лінія | Лінія                        | Лінія | Наступна станція |
| --------------------- | ----- | ---------------------------- | ----- | ---------------- |
| Бульвар Рокосовського |       | Московське центральне кільце |       | Ізмайлово        |